# Psicopatología
Los términos psicopatología y sicopatología (psyché (psyjé), alma o razón; páthos (pazos), enfermedad; y logía o lógos, discernimiento o discurso racional) aluden a un concepto que refiere, por un lado, al conjunto de fenómenos de orden biológico o sociológico que afectan negativamente a la mente (psiquis) de un ser humano y, por otro lado, a la rama de la psiquiatría o de la psicología enfocada en el estudio, evaluación y tratamiento de estas afectaciones.
El concepto de psicopatología ha sido definido de diferentes maneras, cultural y temporalmente. No existe una definición única de psicopatología, sino más bien modelos de trabajo sustentados en teorías implícitas de la mente. Para Karl Jaspers p.ej. el objeto de estudio de la psicopatología era el "acontecer psíquico, patológico y consciente", expresado en ideas, emociones, vivencias etc. Wolfgang Blankenburg planteará años después que lo psicopatológico no está definido por lo normal/anormal de la experiencia, sino por la libertad de poder comportarse en uno u otro sentido. Para él, es tan patológica la conducta del "psicópata" -que no puede sino dañar- que la del normópata, que no puede sino comportarse normalmente, dentro de lo deseado. Propone de este modo una "psicopatología de la libertad", en consonancia con los planteamientos de Henry Ey.
Consideremos entonces las diferentes acepciones:
1. Psicopatología como psicopatología descriptiva: entiende a la psicopatología como un lenguaje consensuado clínicamente y cuyo propósito es describir e intuir las experiencias anormales del paciente, descripción derivada de la hetero o auto-observación. En este sentido, opera tanto desde una fenomenología de la tercera persona (hetero observación), como desde una fenomenología de la primera persona (auto observación)[6] Resulta inevitable que una psicopatología descriptiva "fracture" fenómenos complejos en unidades y tipos aislados,[7] así como que se "reescriba" y transforme lo observado. Este hecho es inevitable, pero obliga a ser prudente en la descripción y evitar reificar fenómenos complejos. Dicho de otro modo, confundir el concepto con algo real[8]
2. Psicopatología como psicopatología clínica, pretende identificar síntomas clínicamente relevantes, agrupados en síndromes (etiológicamente inespecíficos), con el propósito de desarrollar una nosografía. En este proceso diagnóstico, es importante la diferencia entre forma y contenido, propuesta por Jaspers y posteriormente por Kurt Schneider.[9]
3. Como designación de un área de estudio en psicología que, en oposición al estado de salud (tal y como es definida por la Organización Mundial de la Salud: social, psicológica y biológica), se centra en estudiar los procesos que pueden inducir estados «no sanos» en el proceso mental.[10] Así, el papel del aprendizaje, análisis de la conducta (Psicología conductista) o cualquier otro proceso cognitivo, permite explicar los estados «no sanos» de las personas, así como posibles aproximaciones de tratamiento. En este sentido, enfermedades o trastornos mentales no es estrictamente un sinónimo de psicopatología, ya que existen aproximaciones que permiten explicar la ausencia de salud. Por ejemplo, los procesos de aprendizaje relativos a la fobia son bien conocidos, encaje este cuadro clínico o no dentro de la categoría psiquiátrica de fobia.

## Psicopatología como área de estudio
Diferentes profesiones llegan a estar involucradas en el estudio de la psicopatología. Principalmente son los psiquiatras y psicólogos los que se interesan por esta área, pues a su vez participan del tratamiento, investigación acerca del origen de los cuadros clínicos, su manifestación y desarrollo. En un plano más general, muchas otras especialidades pueden participar del estudio de la psicopatología. Por ejemplo, los profesionales de las neurociencias pueden centrar sus esfuerzos de investigación en los cambios cerebrales que ocurren en una enfermedad o trastorno mental. 
La psiquiatría se ocupa de identificar signos y síntomas que llegan a configurarse como síndromes, enfermedad o trastorno mental. Esto sirve tanto para el diagnóstico de pacientes individuales o para la creación de clasificaciones diagnósticas. Este último es el caso de la sección F de la clasificación CIE de la Organización Mundial de la Salud, o el del Manual Diagnóstico y Estadístico de Trastornos Mentales, (DSM I II III, IV o DSM-5).
La psicología, sin embargo, aplica los conocimientos del proceso mental a la comprensión de la psicopatología, de la que se derivan disciplinas tales como la psicoterapia. Los procesos de aprendizaje y el contexto social, son por tanto, factores importantes en la explicación de la psicopatología. Desde la modificación de conducta se entiende que no existen propiedades emergentes en la identificación de psicopatología, es decir, puede describirse un trastorno en una persona concreta, pero la clasificación no explica por sí sola, sino tan sólo describe una situación con una categoría (un análisis más detallado permitiría explicar y tratar el problema en cuestión. 
Debe matizarse que la propia psiquiatría también reconoce, en la introducción del DSM-IV-TR, que el diagnóstico psiquiátrico no es suficiente para disponer de un plan terapéutico, sino que se precisa más información clínica.
En un sentido más general, cualquier conducta que cause malestar, impedimento o inhabilidad, a raíz de una disrupción o deterioro de funciones cognitivas o neuroanatómicas, podría ser clasificado de psicopatología. Si bien, es preciso diferenciar la psicopatología con problemas orgánicos bien identificados (como los problemas de atención y ánimo por hipotiroidismo) de aquellos donde tales problemas son hipotéticas y el aprendizaje parece ser un agente explicativo fundamental).
Es decir: la psicopatología es una disciplina en referencia a los síntomas psicológicos de una enfermedad orgánica con una clara explicación biológica, como en el caso del hipotiroidismo; o bien, a los síntomas de trastornos psicológicos; o bien, a estados contrarios a la salud mental mediante determinados procesos mentales.

## Trastornos psicopatológicos más frecuentes
Los trastornos psicopatológicos son diagnósticos que se realizan de manera muy frecuente en la actualidad alrededor del mundo y afectan a una gran cantidad de personas y muchos especialistas afirman que una de cada tres personas en el mundo sufre de algún tipo de trastorno mental o trastorno psicopatológico en el curso de su vida.
Los más conocidos son los siguientes:
- Ansiedad: aun cuando es una reacción normal de todo ser humano, pero se diagnostica como trastorno de ansiedad cuando el individuo presentados estados complejos de ansiedad que le imposibilitan un desarrollo pleno y funcional afectando distintas áreas como las relaciones interpersonales, relaciones laborales y familiares.
- Ataques de pánico: estos casos de ataques de pánicos son muy comunes pero como el caso de los trastornos de ansiedad puede desarrollarse de manera compleja y apareciendo en el individuo una repentina e intensa sensación de terror o temor.
- Trastornos de Fobia: este tipo de trastornos son de igual manera muy frecuentes y es cuando el individuo no es capaz de controlar y tolerar el miedo, generando una respuesta irracional ante la fuente de la fobia.
- TEPT: El trastorno por Estrés Postraumático es uno de los más comunes y más peligrosos, ya que la persona ha sido expuesta a una fuerte situación traumática lo que incapacita en su totalidad al individuo, muchos de los síntomas son fatiga emocional, ira e irritabilidad.